# Maison de Verre (Paul-Amaury Michel)
La « Maison de Verre » est un bâtiment de style moderniste édifié par l'architecte Paul-Amaury Michel (1912-1988) à Uccle, une commune de Bruxelles en Belgique.
Cette demeure bruxelloise des plus iconiques, absolument avant-gardiste, est un très bel exemple de l'architecture moderniste de l'entre-deux guerres et un des plus beaux exemples d'utilisation du verre et de l'acier en Belgique.

## Localisation
La « Maison de Verre » est située au numéro 69 de la rue Jules Lejeune, près de l'avenue Molière et de la place Guy d'Arezzo, dans les quartiers huppés du sud de Bruxelles.

## Historique

### Contexte
« Au début du vingtième siècle, on commença à caresser le rêve d'une maison de verre, avec la lumière pour suprême luxe. Les architectes avaient déjà créé en 1851 le fameux Crystal Palace. Ludwig Mies van der Rohe réalisait le merveilleux et lumineux pavillon allemand à l'Expo de Barcelone en 1929. Pierre Chareau réalisait sa «maison de verre» à Paris en 1931. C'est dans ce contexte qu'un tout jeune architecte, Paul-Amaury Michel, né en 1912, décide de faire sa première œuvre, sa propre maison, suivant le principe de la «maison de verre» ».

### Édification
La « Maison de Verre » est édifiée en 1935-1936 par le jeune architecte Paul-Amaury Michel, alors tout juste diplômé et à peine âgé de vingt-trois ans,,.
Elle est baptisée ainsi en souvenir de la maison du même nom aménagée par Pierre Chareau à Paris, en 1928,.
Mais, si la « Maison de Verre » de Michel a repris à celle de Chareau le principe d'une façade en dalles de verre, elle est également une incarnation des éléments de doctrine du mouvement moderne, tels que les avait formulés en 1926 l'architecte (suisse à l'époque) Charles-Édouard Jeanneret-Gris, dit Le Corbusier, dans ses « Cinq points d'une architecture nouvelle ».
Paul-Amaury Michel venait en effet de rencontrer Le Corbusier et comptait bien appliquer littéralement les cinq points de l'architecture nouvelle énoncée par ce dernier, :
1. les pilotis :  la « Maison de Verre » de Michel n'est pas bâtie sur pilotis comme les villas modernistes puristes, mais on retrouve ce principe constructif dans le coin du mur mitoyen gauche, appuyé sur une colonne[6] ;
2. le toit-terrasse : ce toit faisant fonction de solarium compense la perte d'intimité du jardin par la création d'un lieu extérieur privé, à l'ensoleillement maximum[6] ;
3. la fenêtre horizontale ou fenêtre en bandeau :  les longs bandeaux vitrés de la façade arrière s'étirent sur toute la longueur disponible entre les murs mitoyens[6] ;
4. le plan libre : l'espace au niveau principal de la « Maison de Verre » est continu sur toute la longueur de la maison, afin d'établir Ia fluidité des espaces[6] ;
5. la façade libre :  les techniques nouvelles de l'époque moderniste libèrent les façades de leur fonction portante ; d'un côté, ces façades peuvent être totalement vitrées et, de l'autre, elles n'expriment plus les aménagements intérieurs même si, dans la « Maison de Verre », la façade avant reflète par la différenciation de ses matériaux (vitrages à gauche et briques de verre à droite) les travées modulant l'espace intérieur[6].

### Réception
« Au moment de son achèvement, la « Maison de Verre » fit l'objet de plusieurs articles élogieux qui la présentaient comme un nouveau type possible d'habitation bourgeoise, ouvert à la lumière ». 
« En 1937, P.-A. Michel reçut pour cette œuvre le fameux prix « Van de Ven » ». 
« Aujourd'hui encore, la « Maison de Verre » occupe une place de choix parmi les témoignages du modernisme en Belgique et figure dans de nombreux ouvrages traitant du sujet ».

### Restauration et classement
La « Maison de Verre » fut la demeure personnelle de l'architecte Paul-Amaury Michel jusqu'en 1942,. Après cette date, l'immeuble connut des transformations au niveau du rez-de-chaussée : une nouvelle pièce se greffa en façade avant, dans l'espace du porche primitif, tandis qu'un hall et des espaces de service furent aménagés dans le passage ouvert qui traversait le rez-de-chaussée de part en part.
« Elle n'a connu que trois propriétaires jusqu'à son rachat, en 1997, par un nouveau propriétaire mécène ». La maison « était tombée quasiment en ruines jusqu'à ce que le nouveau propriétaire entreprenne d'abord de faire classer le bâtiment (en 1998) et ensuite, de superbement le restaurer grâce aux architectes Bernard Baines et Christian Gilot »,. Elle était dans un tel état qu'on n'en a gardé que la structure et qu'il a été procédé à une restauration à l'identique : les différents éléments ont été refaits par des corps de métier sous la houlette des architectes Baines et Gilot.
La maison fait l'objet d'un classement au titre des monuments historiques depuis le 24 septembre 1998 sous la référence 2311-0115/0 et figure à l'Inventaire du patrimoine architectural de la Région de Bruxelles-Capitale sous la référence 36526.

## Architecture

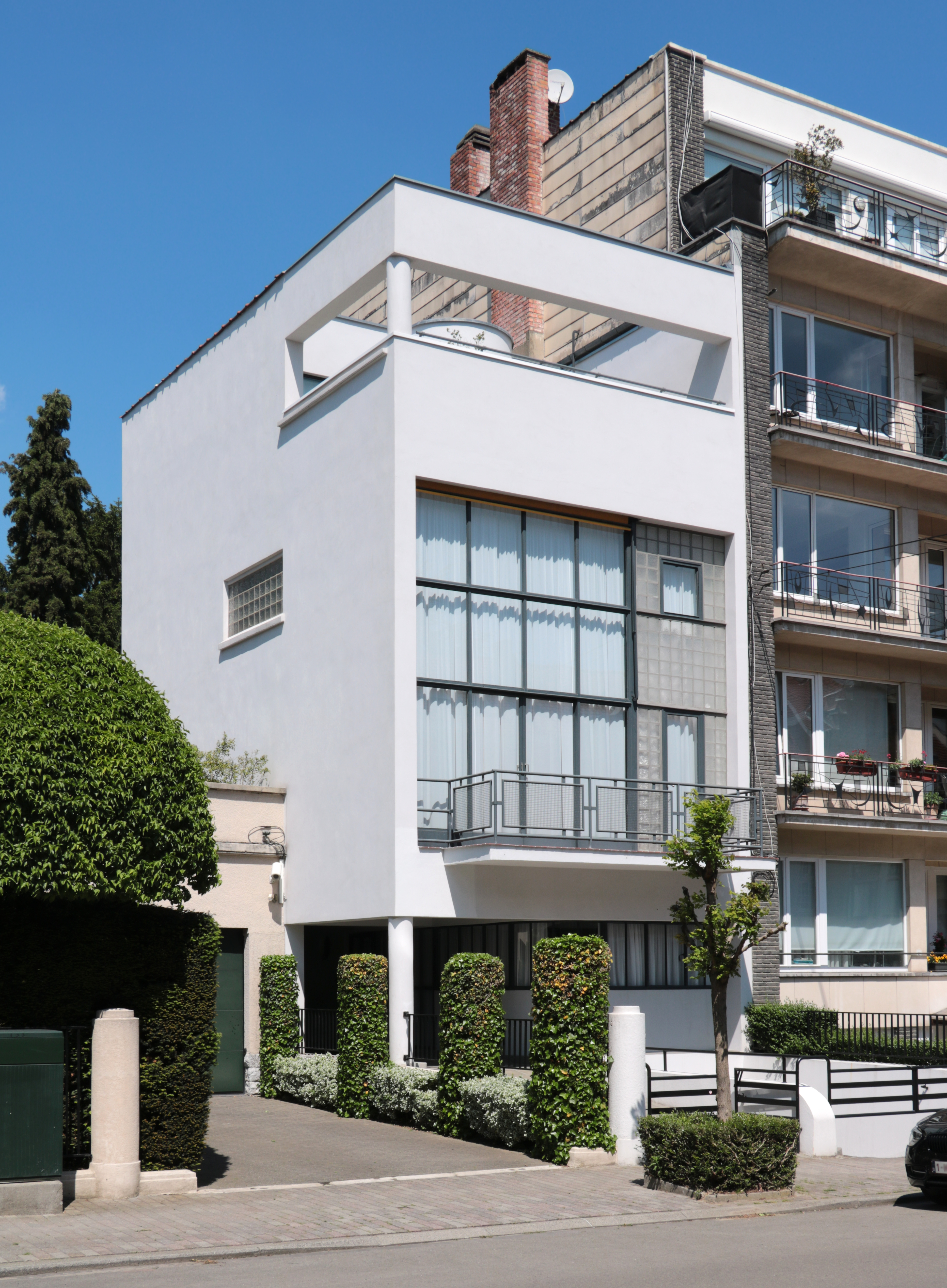
La façade.
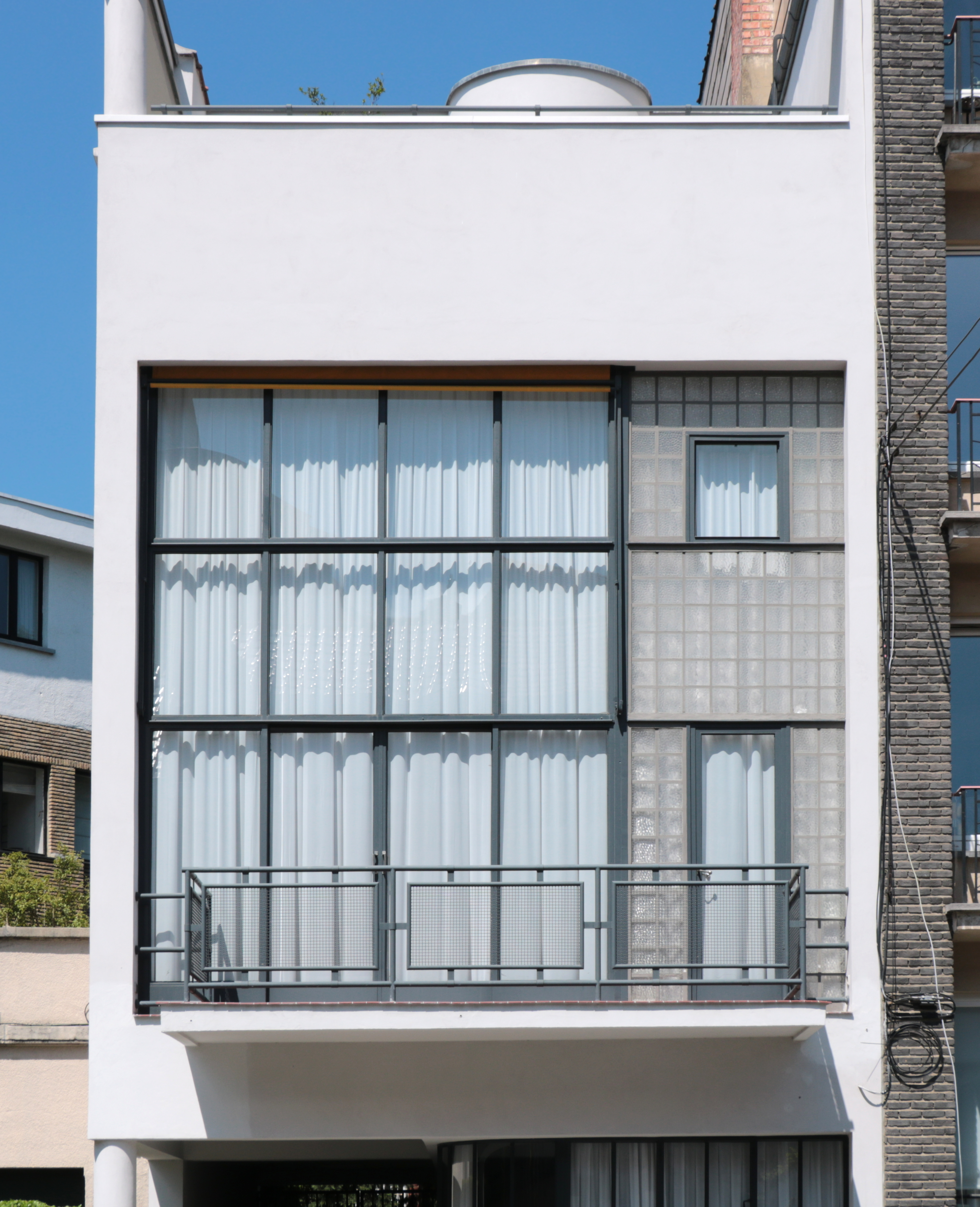
Les étages.
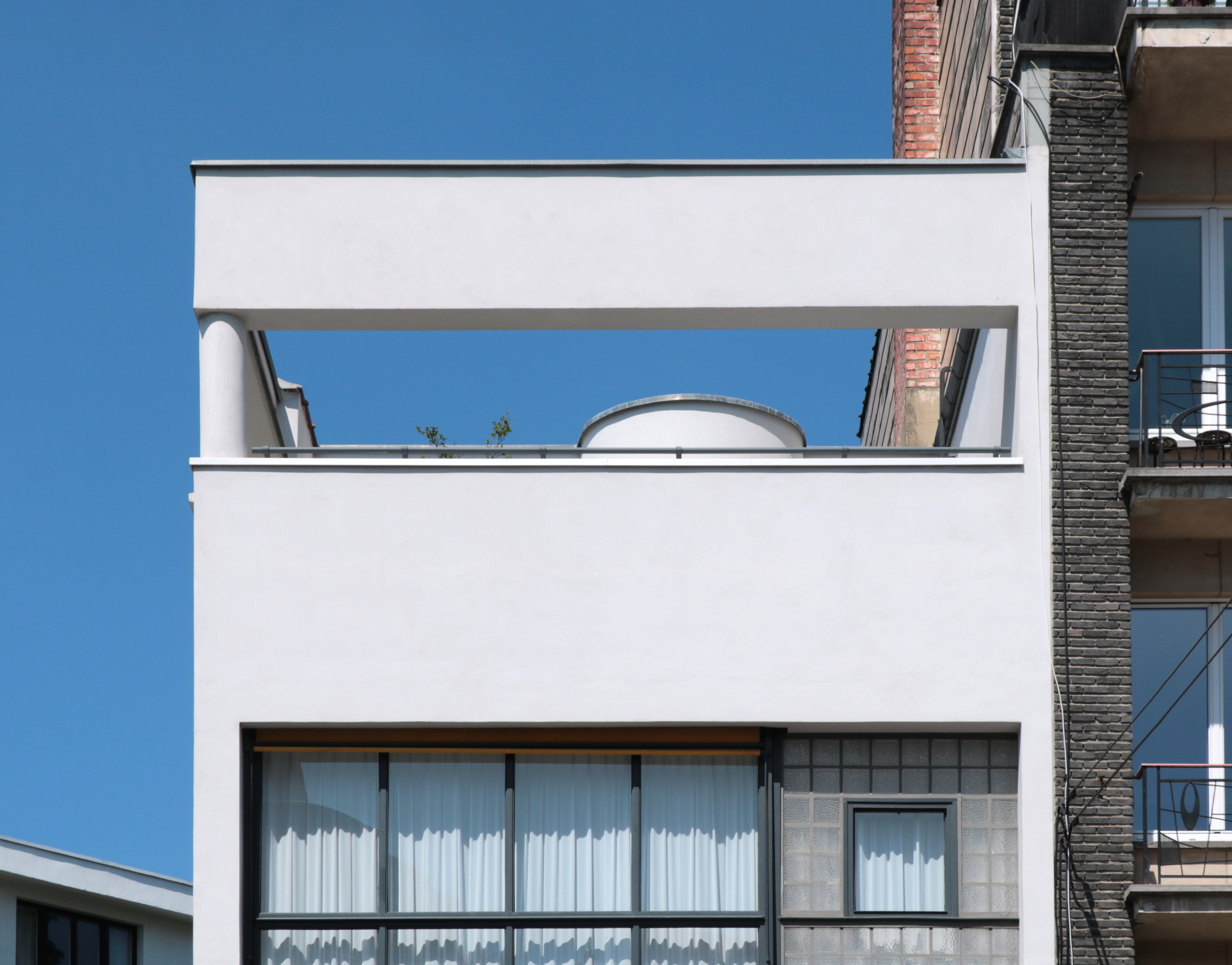
La toiture terrasse.
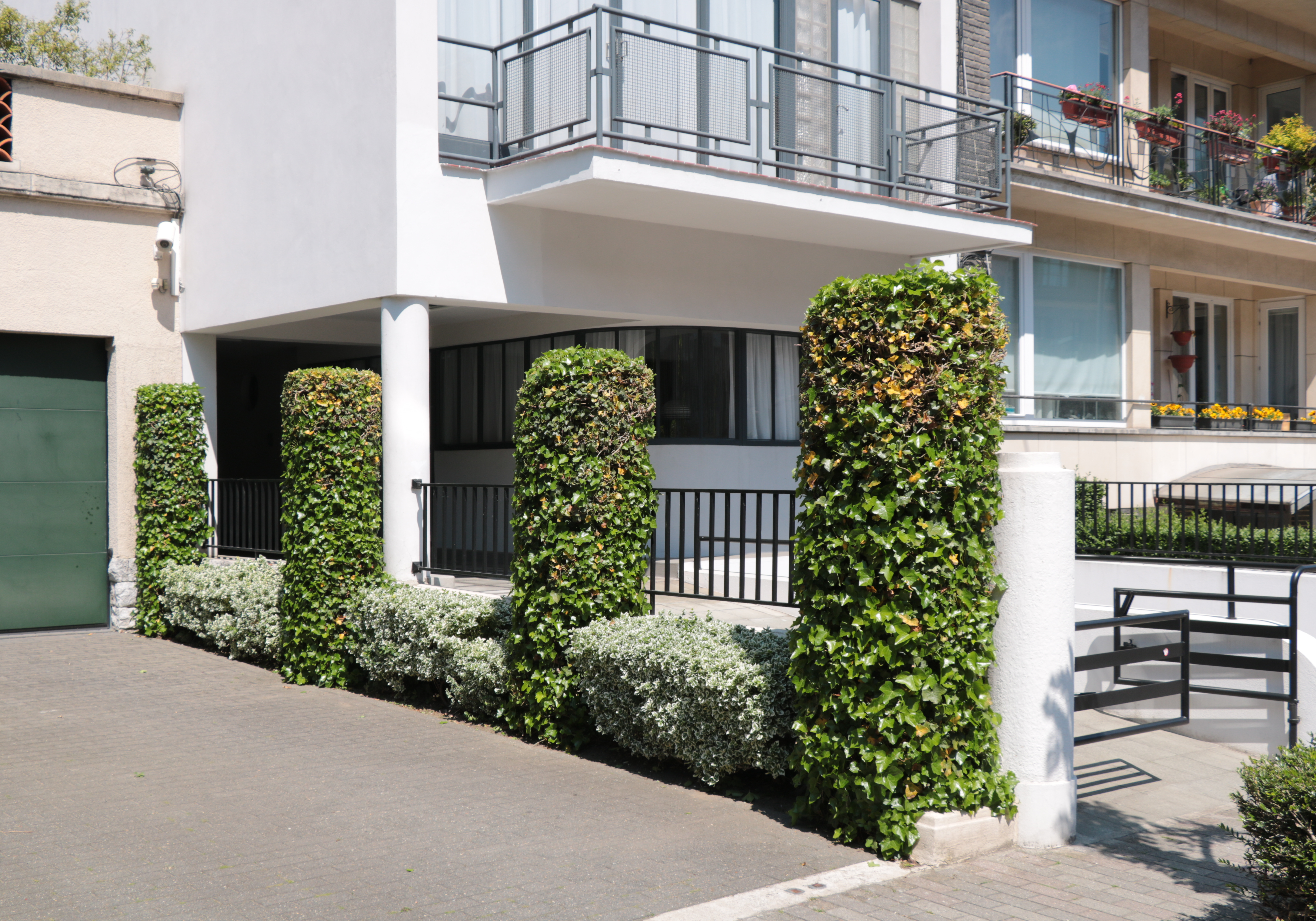
L'entrée.